# Рябов, Василий Петрович
Василий Петрович Рябов (20 марта 1908 год, Ростов-на-Дону — 15 января 1989 год, Каменск-Уральский, Свердловская область) — первый директор производственного объединения «Октябрь» Министерства радиопромышленности СССР, гор. Каменск-Уральский Свердловской области. Герой Социалистического Труда (1975). Депутат Верховного Совета РСФСР.

## Биография
Родился 20 марта 1908 года в Ростове-на-Дону.
Трудовую деятельность начал 12-летним подростком. Окончил в 1931 году среднюю школу для взрослых в Ростове-на-Дону, после которой поступил в Новочеркасский индустриальный институт имени Серго Орджоникидзе. В 1935 году окончил институт по специальности «авиаинженер-механик по холодной обработке металлов». Работал инженером, заместителем главного механика на авиационном заводе № 29 в Запорожье, Украина. После начала Великой Отечественной войны вместе с заводом был эвакуирован в Омск. С 1941 по 1947 года — заместитель секретаря обкома ВКП(б) по авиационной промышленности, парторг завода. С 1947 по 1949 года — председатель исполкома Омского горсовета.
В 1949 году назначен директором радиозавода № 379 в Каменске-Уральском. Под его руководством завод стал передовым предприятием Министерства радиопромышленности СССР. Завод выпускал радиовысотомеры РВ-2, РВ-УМ и другие приборы специального назначения. С 60-х годов завод изготовлял транзисторные радиоприёмники «Нейва» и «Сигнал», радиоэлектронную продукцию для морской и авиационной техники.
Радиозавод неоднократно занимал первые места в социалистическом соревновании среди предприятий Министерства радиопромышленности СССР, за что был награждён орденом Ленина и орденом Трудового Красного Знамени. Указом Президиума Верховного Совета СССР от 17 февраля 1975 года удостоен звания Героя Социалистического Труда с вручением ордена Ленина и золотой медали «Серп и Молот».
Избирался депутатом Верховного Совета РСФСР (1947—1951) от Каменск-Уральского избирательного округа.
Руководил радиозаводом до 1976 года. После выхода на пенсию проживал Каменске-Уральском, где скончался в 1989 году. Похоронен на Ивановском кладбище Каменска-Уральского.
Память
- Его именем названа одна из улица в Каменске-Уральском[1].
- на доме по улице Ленина в Каменске-Уральском, где проживал Василий Петрович, в 1991 году была установлена мемориальная табличка[2].

## Награды
- Орден Ленина — четырежды (16.09.1945; 29.07.1966; 23.09.1969; 1975)
- Орден Трудового Красного Знамени — дважды (11.06.1943; 28.04.1963)
- Орден «Знак Почёта» (12.07.1957)
- Почётный радист (1967)
- Отличник социалистического соревнования (1974)
- Почётный гражданин Каменска-Уральского (15.10.1976[3])